# Ulrike Apel-Haefs
Ulrike Apel-Haefs (* 31. Januar 1952 in Schmalkalden; † 9. Februar 2009) war eine deutsche Politikerin (SPD). Sie war von 1999 bis 2000 und erneut seit 2005 Mitglied des Landtags von Nordrhein-Westfalen.

## Leben
Ulrike Apel-Haefs verzog im Jahr 1958 mit den Eltern nach Rheydt. Nach dem Abitur im Jahr 1972 studierte sie Geschichte und Germanistik an der Universität Düsseldorf. Dort bestand sie im Jahr 1980 ihr Staatsexamen. In den Jahren 1980 bis 1984 war sie als Wissenschaftliche Assistentin am Historischen Seminar der Universität Düsseldorf tätig. Sie verstarb nach Angaben der Landtagsfraktion nach langer schwerer Krankheit.
Ulrike Apel-Haefs war verheiratet und lebte in Korschenbroich.

## Parteipolitische Tätigkeit
Seit dem Jahr 1981 war Ulrike Apel-Haefs Mitglied der SPD, seit 1989 übte sie das Amt der stellvertretenden Vorsitzenden des Stadtverbandes Korschenbroich aus. In den Jahren 1995 bis 2007 war sie Schatzmeisterin des Kreisverbandes der SPD, seit dem Frühjahr 2007 war sie dessen Vorsitzende.

## Politische Ämter
Seit dem Jahr 1989 saß Ulrike Apel-Haefs im Kreistag des Rhein-Kreises Neuss. Dort war sie seit 2004 zweite stellvertretende Landrätin. Vom 1. Juli 1999 bis zum 1. Juni 2000 war sie Abgeordnete im Landtag von Nordrhein-Westfalen. Sie war für Johannes Rau, der zum Bundespräsidenten gewählt worden war, nachgerückt. Seit dem 8. Juni 2005 gehörte sie dem Landtag erneut an. Sie war ordentliches Mitglied im Hauptausschuss und im Ausschuss für Innovation, Wissenschaft, Forschung und Technologie. Stellvertretendes Mitglied war sie im Ausschuss für Arbeit, Gesundheit und Soziales und im Innenausschuss.

## Sonstiges
Ulrike Apel-Haefs war Mitglied der Verwaltungsgemeinschaft beim Lokalradio NE-WS 89.4 und stellvertretendes Mitglied beim Technologiezentrum Glehn.